# All India Rashtriya Janata Party
All India Rashtriya Janata Party (AIRJP, „Gesamtindische Nationale Volkspartei“) war eine kurzlebige Partei in Indien, vorwiegend im Bundesstaat Gujarat, die von 1996 bis 1998 existierte.

## Parteigeschichte
AIRJP wurde 1996 von Shankersinh Vaghela gegründet. Varghela war seit Jahrzehnten politisch aktiv, zunächst in der Jan Sangh (bis 1975), danach in der Janata Party und ab 1980 in der Bharatiya Janata Party (BJP). Er wurde zu einem der führenden BJP-Politiker in Gujarat. 1995 gewann die BJP die Parlamentswahl in Gujarat mit 42,5 % der Stimmen und 121 der 182 Wahlkreise. Die BJP-Parlamentsfraktion sprach sich für Vaghela als neu zu wählenden Chief Minister aus, jedoch setzte die BJP-Parteiführung in Delhi durch, dass Keshubhai Patel zum neuen Chief Minister gewählt wurde. Im September 1995 kam es zum offenen Zerwürfnis in der BJP-Parlamentsfraktion von Gujarat. 48 Abgeordnete mit Vaghela an der Spitze rebellierten gegen die Parteiführung. In einem Kompromiss wurde Patel als Chief Minister abgelöst und durch Suresh Mehta, einen Vertrauten von Vaghela abgelöst. Bei der gesamtindischen Parlamentswahl 1996 verlor Vaghela seinen langjährig gehaltenen Wahlkreis 18-Godhra an einem Kongresspartei-Kandidaten. Kurze Zeit später erklärte Vaghela seinen Austritt aus der BJP und die Gründung einer neuen Partei, der All India Rashtriya Janata Party. Mit der parlamentarischen Unterstützung der Kongresspartei wurde er in Gujarat im Oktober 1996 zum Chief Minister gewählt. Seine Regierungszeit währte allerdings nicht lange und schon im Oktober 1997 musste er den Chief Minister-Posten an den Ex-BJP-Politiker Dilip Parikh abgeben. Dessen Regierung hielt auch nicht lange durch und 1998 gab es Neuwahlen zum Parlament von Gujarat, die die BJP mit großer Mehrheit gewann. Bei der gesamtindischen Parlamentswahl 1998 stellte die AIRJP in 7 Staaten und Unionsterritorien Kandidaten auf, gewann landesweit mehr als 2 Millionen Stimmen und einen Wahlkreis, 12-Sheohar in Bihar.
Varghela schloss seine Partei im Mai 1998 der Kongresspartei an.